# Attentatet mot judiska museet i Belgien
Attentatet mot judiska museet i Belgien var ett terrorattentat den 24 maj 2014 i Bryssel. Ett fordon stannade framför museet och gärningsmannen Mehdi Nemmouche klev ur. Gärningsmannen gick mot museets entré och öppnade eld med en revolver och dödade ett äldre gift par ifrån Israel. Sedan tog han fram en automatkarbin ur sin ryggsäck, gick in i entrén och öppnade eld mot två som bemannade receptionen varvid en fransyska som jobbade som volontär på museet dödades omedelbart och en ung man på 25 år, anställd på museet, sårades svårt. Därefter lämnade terroristen brottsplatsen till fots. Den unge receptionisten som sårats svårt föll i koma och avled på sjukhuset den 6 juni samma år.

## Gärningsmannen
Nemmouche var uppvuxen i Frankrike och hade dubbla medborgarskap, franskt och algeriskt. Nemmouche var i kontakt med terroristen Abdelhamid Abaaoud som organiserat Terrordåden i Paris i november 2015 innan Abaaoud sköts till döds av fransk polis i Saint-Denis. Nemmouche arresterades på järnvägsstationen Marseille-Saint-Charles under en narkotikarazzia.